# Lingua siriaca
Il siriaco (in siriaco ܣܘܪܝܝܐ, Suryāyā) è una lingua semitica appartenente al gruppo dell'aramaico orientale, che è stata tra il II secolo e l'VIII secolo tra le più parlate nel Vicino Oriente.

## Storia
Anticamente l'area della Mezzaluna Fertile era abitata prevalentemente da popolazioni di lingua aramaica. Nell'area si scontrarono due potenze militari: i romani e i persiani. Con il declino della dominazione romana sulla Mesopotamia (III secolo), cessò anche l'influenza della cultura ellenistica. Le lingue locali ebbero modo di svilupparsi e di giungere al livello di lingua letteraria.
Tra esse ebbe particolare fortuna il siriaco. Nacque come dialetto dell'aramaico orientale a Edessa e si diffuse nelle regioni confinanti della Mesopotamia. Nei primi secoli dell'era volgare Edessa fu al centro di un regno indipendente, in cui il cristianesimo divenne la religione maggioritaria. Grazie alla diffusione della Chiesa edessena, il siriaco poté affermarsi come lingua e produsse una vastissima letteratura, a partire dal II secolo d.C. fino al XIII secolo. Il consolidamento definitivo della lingua avvenne nel IV secolo, epoca in cui fu composta la Peshitta. 

Contrariamente a un luogo comune, Gesù non può avere parlato questa lingua. Tantomeno erano in siriaco le Sue parole dalla Croce: 
("Dio mio, Dio mio, perché Mi hai abbandonato?")
 in quanto Gesù parlava il galileo, che è un dialetto aramaico occidentale; mentre il siriaco è una lingua basata sul dialetto di Edessa che è un dialetto aramaico orientale. Inoltre la lingua letteraria siriaca fu codificata successivamente all'epoca di Gesù; e in funzione di un ambito culturale già cristianizzato. Naturalmente si tratta di due varietà distinte ma sempre di aramaico, quindi imparentate.
Diventò lingua veicolare del cristianesimo in tutta l'Asia fino al Malabar (regione dell'India meridionale) e fino ai confini della Cina, nonché mezzo di comunicazione e di scambi culturali fra armeni, arabi e persiani.
Entrato in crisi a partire dalla conquista islamica della Siria, ma soprattutto in seguito alle invasioni mongole della Siria (Ilkhanato), e con la graduale conversione all'Islam e arabizzazione linguistica della maggior parte della popolazione delle regioni interessate l'uso della lingua letteraria siriaca classica si ridusse notevolmente a partire dal XIII secolo.
Oggi alcuni dialetti moderni derivati dal siriaco antico, come la lingua neo-aramaica assira, sono ancora parlati, e in parte scritti anche per scopi letterari, in alcune località della Turchia sud-orientale (regione di Tur Abdin), della Siria, dell'Iraq e dell'Iran occidentale (intorno al lago di Urmia). Il siriaco classico è ancora usato soprattutto per l'uso liturgico dei cristiani aramaici.

## Scrittura

Inizio del Vangelo di Giovanni nelle tre varianti dell'alfabeto

In siriaco si scrive da destra a sinistra e la maggior parte delle lettere si connettono alla seguente.
Esistono diversi stili in questa scrittura. I principali sono: la estrangela, la più antica e diffusa; lo stile giacobita o serto (occidentale); e quello nestoriano o madnhaya (orientale). Questi tre stili si differenziano anche nel tratteggio delle consonanti ma soprattutto per la scrittura delle vocali. Nello stile estrangela i segni vocalici sono per lo più omessi; nella scrittura giacobita le vocali sono indicate con segni diacritici; nel nestoriano si indicano con una combinazione delle lettere waw e yud usate come matres lectionis, e di punti posti sopra o sotto le lettere.

## Grammatica
N.B.: Questo riassunto di grammatica si riferisce alla lingua siriaca classica.
Il siriaco è una lingua semitica del gruppo occidentale, imparentata con l'ebraico e l'arabo; e come queste ha una grammatica in prevalenza flessiva, spesso a flessione interna. La radice delle parole è formata da uno schema di   consonanti, in genere tre, dotato ciascuno di un proprio significato. Per ottenere declinazioni e coniugazioni, e formare derivati, queste radici fanno uso di prefissi, suffissi, e variazioni delle vocali.  

### Declinazioni
La declinazione dei sostantivi e degli aggettivi qualificativi comporta tre "stati" (enfatico, assoluto, costrutto) sia al singolare che al plurale. Esiste un solo modello per il maschile e uno solo per il femminile, oltre ad un ridotto numero di parole irregolari. Per i sostantivi, lo stato enfatico corrisponde all'impiego generale; lo stato costrutto si utilizza dopo gli aggettivi numerali cardinali, certi aggettivi indefiniti (comekol = "tutto", lā = "nessuno"), ed in alcune locuzioni preposizionali, in cui lo stato costrutto s'impiega per i nomi determinati da un complemento introdotto senza preposizione ("il servitore del re" si può dire xbed malkā, con lo stato costrutto, oppure xabdā d-malkā con lo stato enfatico e la preposizione d- =  "di". Per gli aggettivi qualificativi lo stato enfatico corrisponde alla funzione di epiteto, lo stato assoluto alla funzione di attributo, e lo stato costrutto agli aggettivi determinati da un complemento.
- es. di nome maschile: gabrā "uomo" (in opposizione a "donna")
  - sing.: stato enfatico gabrā, stato assoluto gbar, stato costrutto gbar
  - plur.: stato enfatico gabrē, stato assoluto gabrin, stato costrutto gabray
- es. di nome femminile: malktā "regina"
  - sing.: stato enfatico malktā, stato assoluto malkā, stato costrutto malkat
  - plur.: stato enfatico malkātā stato assoluto malkān, stato costrutto malkāt

### Coniugazioni
Ogni verbo possiede tre sole serie di forme semplici personali: una è la serie di base che corrisponde al passato, prossimo o remoto, dell'italiano (ktab = "egli ha scritto" o "egli scrisse"; un altra formata dall'aggiunta di un prefisso e dall'alterazione della vocale radicale e che corrisponde a un futuro o a un congiuntivo (nektob = "egli scriverà" o "che egli scriva"); infine un imperativo che si forma sottraendo il prefisso al futuro/congiuntivo (ktob = "scrivi"). Esistono poi due participi: un presente attivo (kateb = "scrivente"); e un altro che equivale più spesso, per i verbi transitivi, a un participio passato (ktib = "scritto"). E infine un infinito (mektab = "scrivere"). Il presente e l'imperfetto sono ottenuti con forme composte (kateb-hu = "egli sta scrivendo", simile all'inglese "he is writing"; kateb-hwā = "egli stava scrivendo" "he was writing). La funzione del verbo "essere" (anche con gli attributi) è svolta da forme enclitiche dei pronomi personali  (kateb-hu = [lett.] "scrivente lui", hu malkā-hu "è lui il re", ecc.). La coniugazione si caratterizza anche per una separazione più netta che in italiano tra il maschile e il femminile, perché è presente anche nella seconda persona e nell'imperativo (es. ktabt "tu scrivesti" se è un uomo, ktabti se è una donna).
- Es.: passato del verbo ktab = "scrivere"
  - sing. 1ª pers. ketbet, 2ª pers. ktabt (m.) ktabti (f.), 3ª pers. ktab (m.), ketbat (f.)
  - plur. 1ª pers. ktabn o ktabnan, 2ª pers. ktabton (m.) ktabtēn (f.), 3ª ktabun (m.) ktabēn (f.)
- Es.: futuro/congiuntivo del verbo ktab
  - sing. 1ª pers. ektob, 2ª pers. tektob (m.) tektbin (f.), 3ª pers. nektob (m.) tektob (f.)
  - plur. 1ª pers. nektob, 2ª pers. tektbun (m.) tektbān, 3ª pers. nektbun (m.) nektbān (f.)
- Es. imperativo del verbo ktab
  - sing. ktob (m.) ktobi (f.)
  - plur. ktobu(n) (m.) ktob(en) (f.)

Esistono più modelli di coniugazione: accanto al modello ktab nektob (o dbar/nedbar = "guidare", o qreb/neqrob = "avvicinarsi"), il più frequente, abbiamo bnā/nebnē (= "costruire"), qām/nqum (= "vestirsi"), qal/nexxol (= "entrare"), šel/nešal (= "chiedere"), ezal/nezal (= "andare"), iled/nelad (= "dare alla luce").
Inoltre esistono in particolare due coniugazioni derivate, una con valore spesso intensivo o reciproco, l'altra con valore causativo (es. praḥ = "volare", paraḥ = "svolazzare", apraḥ = "far volare"; qṭal = "uccidere", qaṭel = "massacrare"; zban = "comprare", zabben = "vendere"). Dalle tre coniugazioni principali si possono ottenere, per i verbi transitivi, delle forme passive semplici (etqṭel = "essere ucciso", etqaṭal = "essere massacrato", ettapraḥ = "esere rilasciato nell'aria", ecc.).

### Suffissi pronominali
Una particolarità del siriaco, come di molte altre lingua semitiche, è di ottenere i pronomi possessivi con desinenze aggiunte ai nomi. 
Es.:
- bayta = "casa"
- bayteh = "la sua casa (di lui)"
- baytāh = "la sua casa (di lei)"
- baython = "la loro casa (di essi)"
- baythēn = "la loro casa (di esse)"
- bāttē (plur. irreg.) = "case"
- bāttaw = "le sue case (di lui)"
- bāttēh = "le sue case (di lei)"
- bāttayhon = "le loro case (di essi)"
- bāttayhēn = "le loro case (di esse)", ecc.

Similmente le preposizioni vengono coniugate.
Es.:
- b- = "in"
- beh = "in lui"
- bāh = "in lei"

I pronomi personali complemento oggetto, allo stesso modo, si ottengono con desinenze (o modifiche) dei verbi. Es.:
- rdap = "egli inseguì"
- radpani = "egli mi inseguì"
- radpāk = "egli ti inseguì" ("ti" maschile)
- radpek = "egli ti inseguì" ("ti" femminile)
- radpeh = "egli lo inseguì"
- radpāh = "egli la inseguì"

Oppure:
- radpukon = "essi vi inseguirono" ("vi" maschile)
- rdaptān = "tu ci inseguisti" ("tu" maschile)
- rdaptin = "tu ci inseguisti" ("tu" femminile)
- rdaptonāy = "voi lo inseguiste", ecc.

## Galleria d'immagini

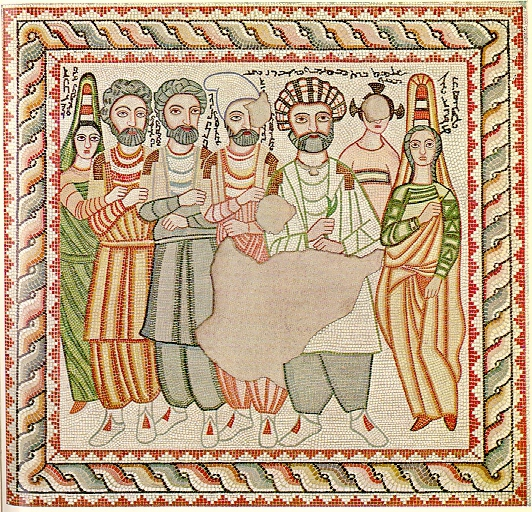
Mosaico funerario della famiglia di Moqimu con i nomi in siriaco, III sec. d.C., Edessa (oggi distrutto)
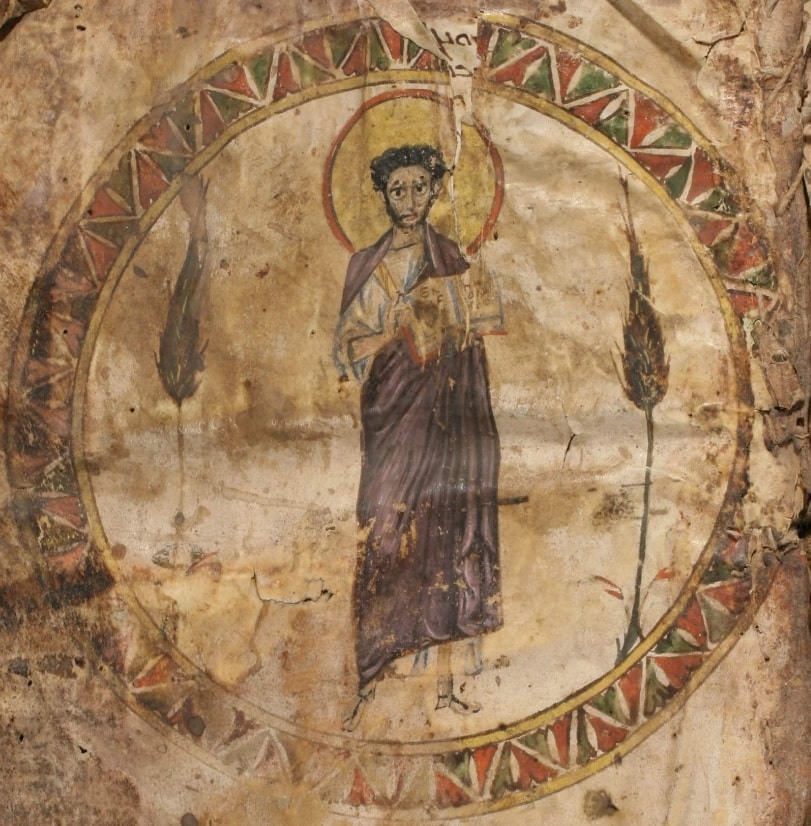
Cristo regge il Vangelo di Giovanni, miniatura sira del VI sec. d.C., Diyarbakır, Turchia
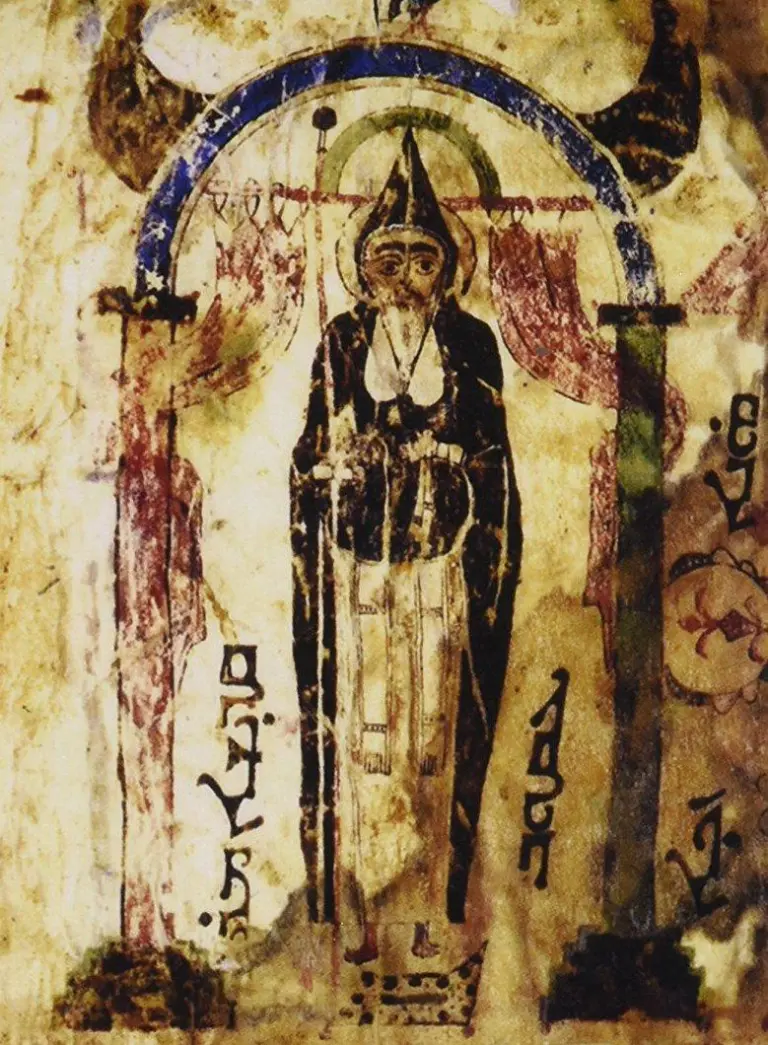
Lo scrittore Giacomo di Sarug
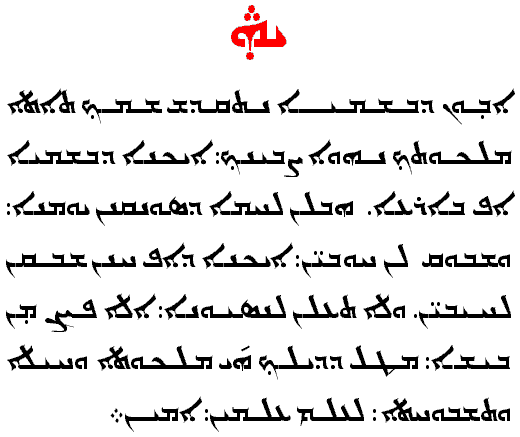
Il Padre nostro in siriaco
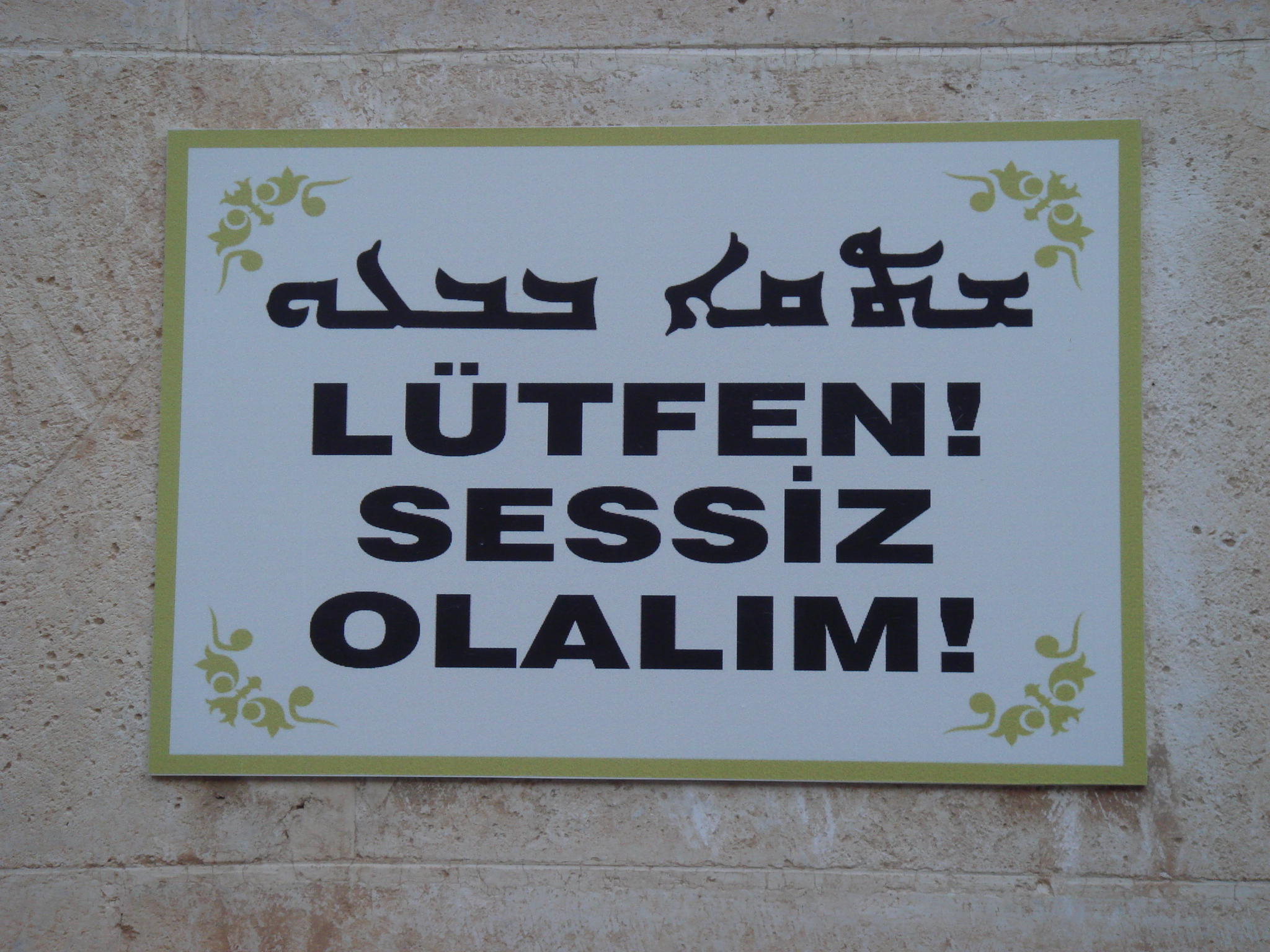
Segnaletica bilingue siriaco/turco: "Per favore! Silenzio!", Monastero di San Hananyo, Mardin, Turchia